# Chironomus pilicornis
Chironomus pilicornis är en tvåvingeart som först beskrevs av Fabricius 1794.  Chironomus pilicornis ingår i släktet Chironomus och familjen fjädermyggor. Arten är reproducerande i Sverige. Inga underarter finns listade i Catalogue of Life.